# Rudolph (thị trấn), Wisconsin
Rudolph là một thị trấn thuộc quận Wood, tiểu bang Wisconsin, Hoa Kỳ. Năm 2010, dân số của thị trấn này là 1.002 người.